# C/2011 O1 (LINEAR)
C/2011 O1 (LINEAR) — одна з довгоперіодичних комет. Комета була відкрита 31 липня 2011 року, коли мала 17.6m.